# إليونور هيندركس
إليونور هيندركس (بالإنجليزية: Eleonore Hendricks)‏ هي مصورة وممثلة أمريكية، ولدت في 1983 في الولايات المتحدة.

## أعمال

### أفلام
- (2006) دليل لإدراك قديسيك

## وصلات خارجية
- إليونور هيندركس على موقع IMDb (الإنجليزية)
- إليونور هيندركس على موقع ألو سيني (الفرنسية)
- إليونور هيندركس على موقع أول موفي (الإنجليزية)
- إليونور هيندركس على موقع قاعدة بيانات الأفلام السويدية (السويدية)
- إليونور هيندركس على موقع قاعدة بيانات الفيلم (الإنجليزية)
- إليونور هيندركس على موقع كينوبويسك (الروسية)